# Lycosa salvadorensis
Espèce
Lycosa salvadorensis est une espèce d'araignées aranéomorphes de la famille des Lycosidae.

## Distribution
Cette espèce est endémique du Salvador.

## Étymologie
Son nom d'espèce, composé de salvador et du suffixe latin -ensis, « qui vit dans, qui habite », lui a été donné en référence au lieu de sa découverte, le Salvador.

## Publication originale
- Kraus, 1955 : Spinnen aus El Salvador (Arachnoidea, Araneae). Abhandlungen der Senckenbergischen Naturforschenden Gesellschaft, vol. 493, p. 1-112.